# Pieter van Avont

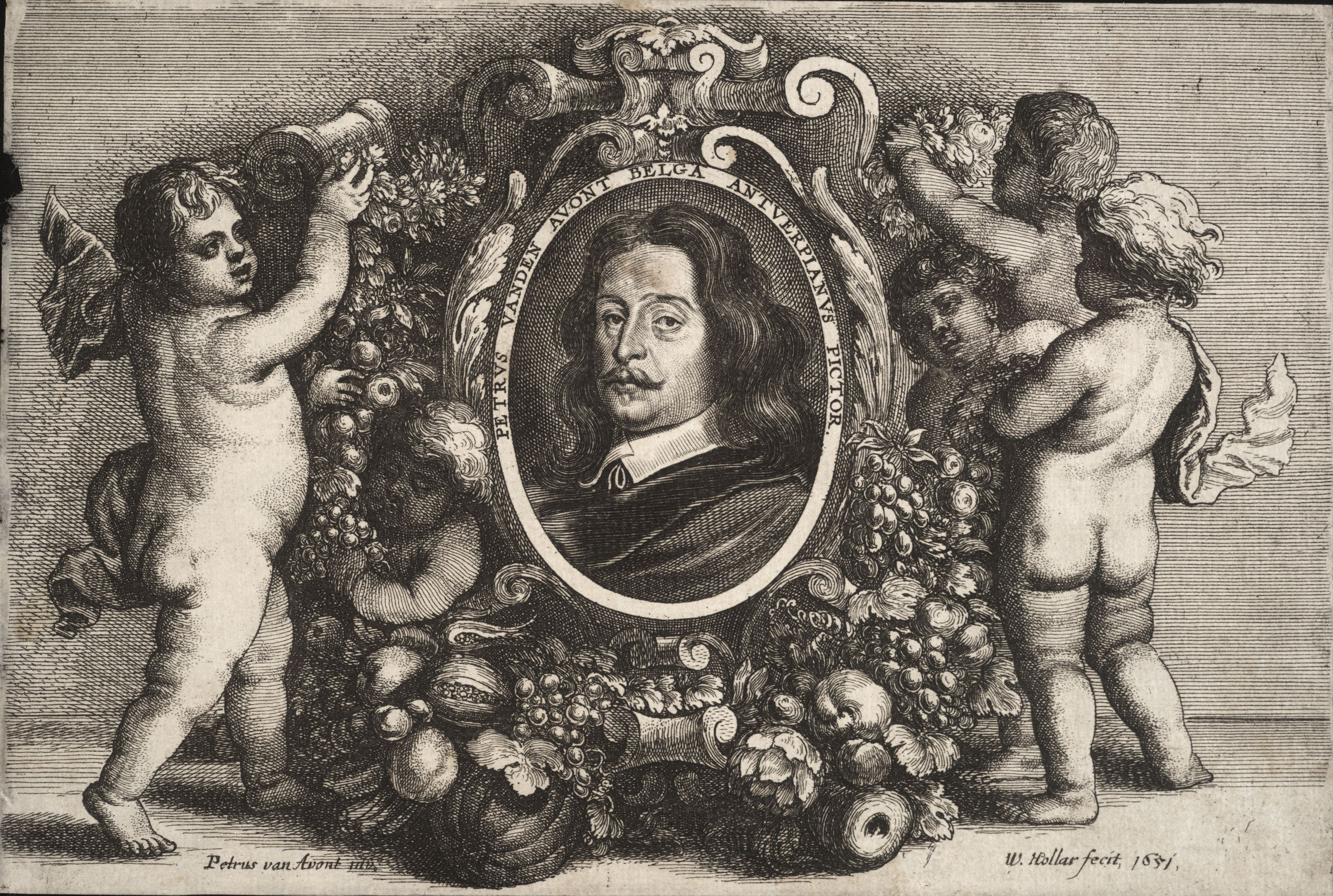
Pieter van Avont, abgebildet von Wenceslaus Hollar

Pieter van Avont (* 14. Januar 1600 in Mecheln; † 1. November 1652 in Antwerpen) war ein flämischer Maler.
Avont arbeitete oft mit Lucas van Uden und Jan Brueghel zusammen, indem er deren Landschaftsbilder mit Figuren vervollständigte. 

## Werke (Auswahl)

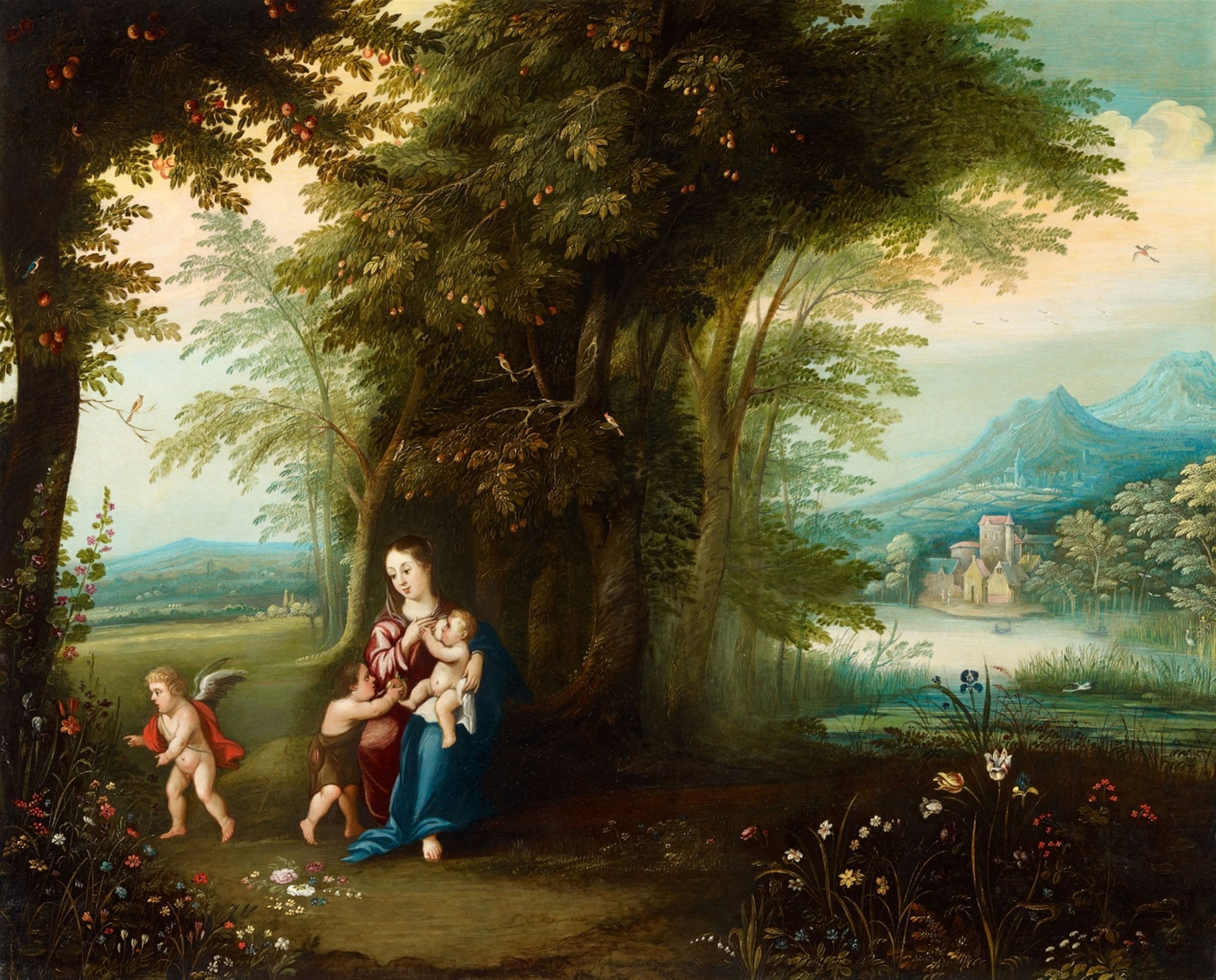
Waldlandschaft mit der Jungfrau Maria, dem Christuskind und dem Hl. Johannes
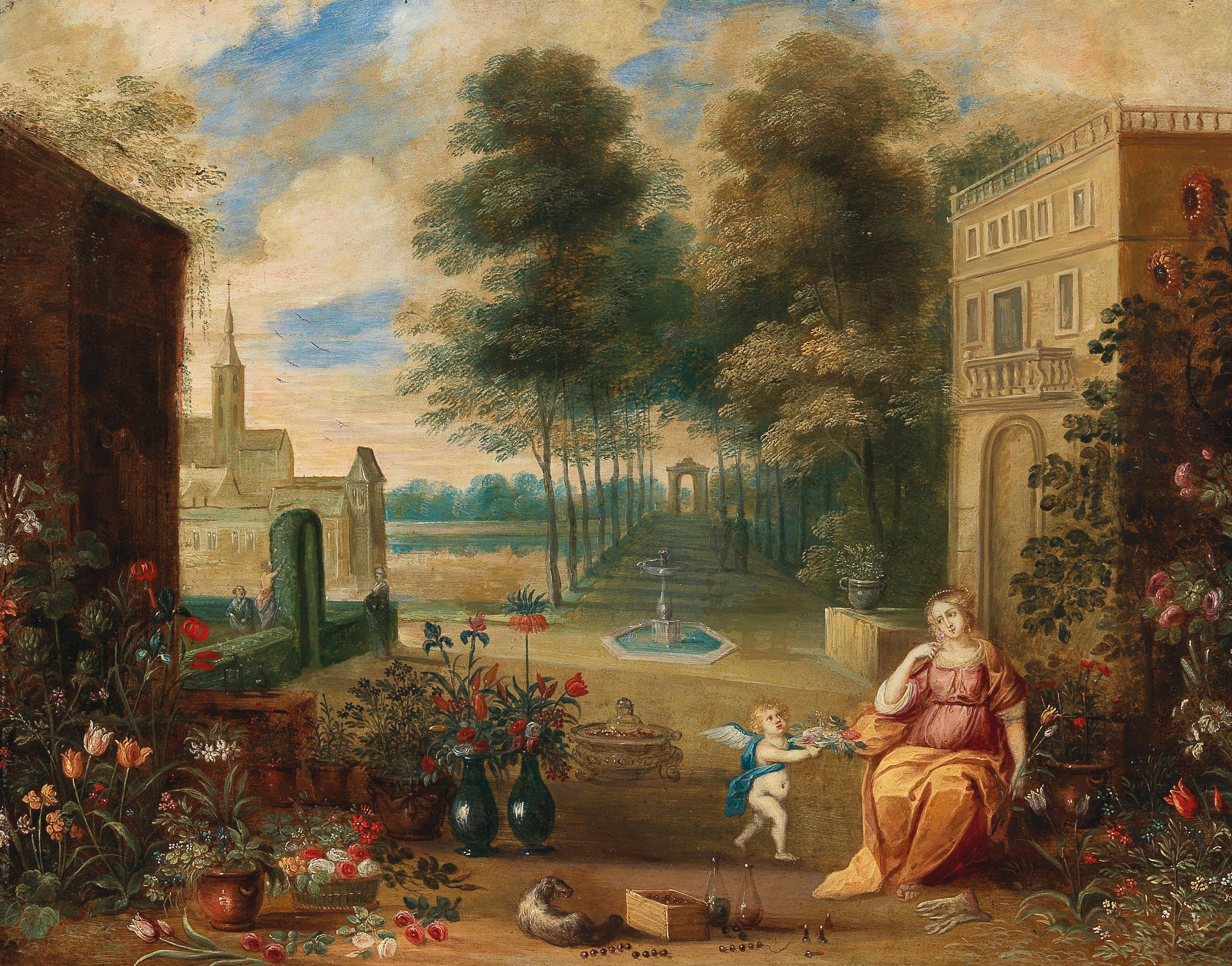
Allegorie des Geruchs
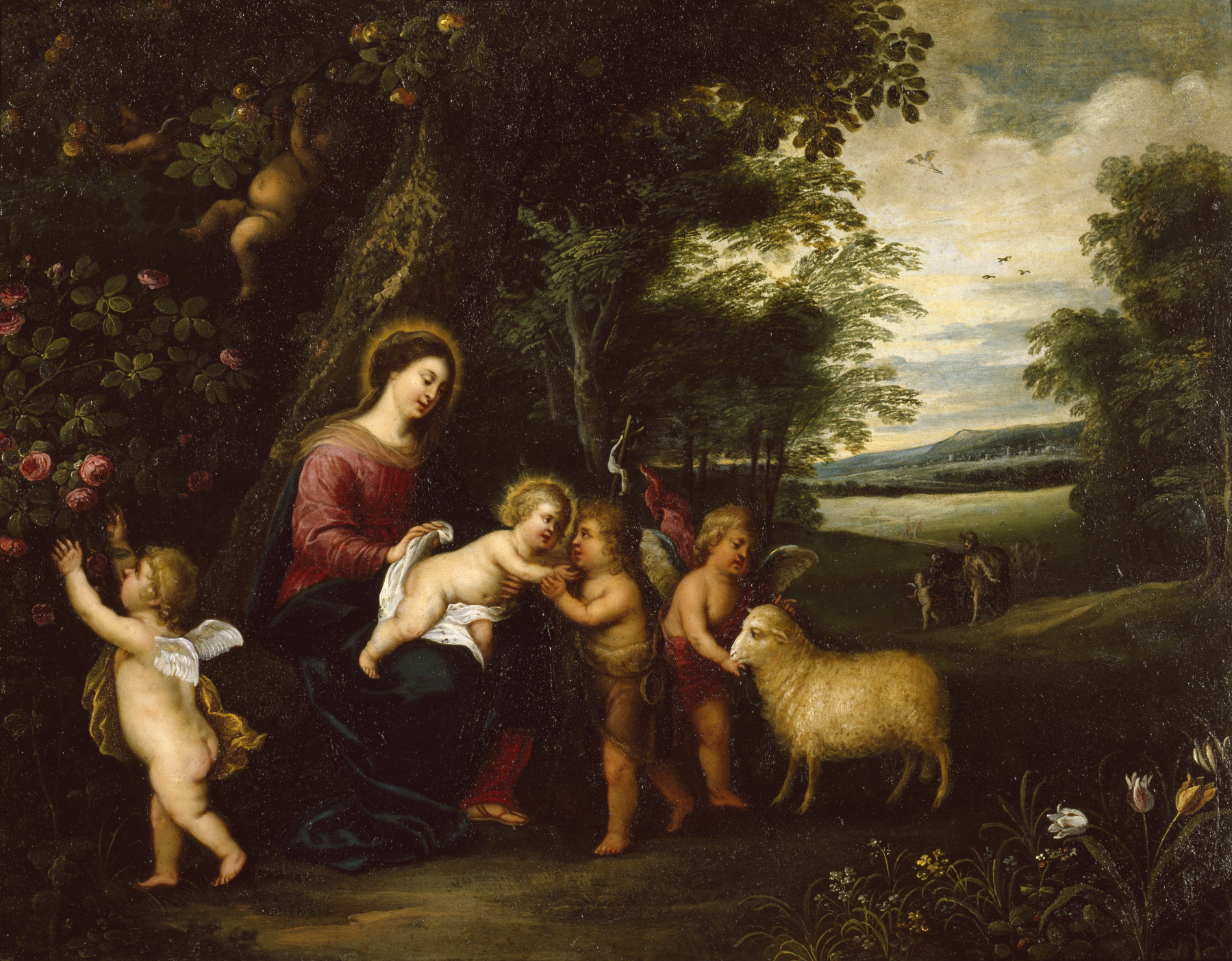
Heilige Familie auf dem Weg nach Ägypten
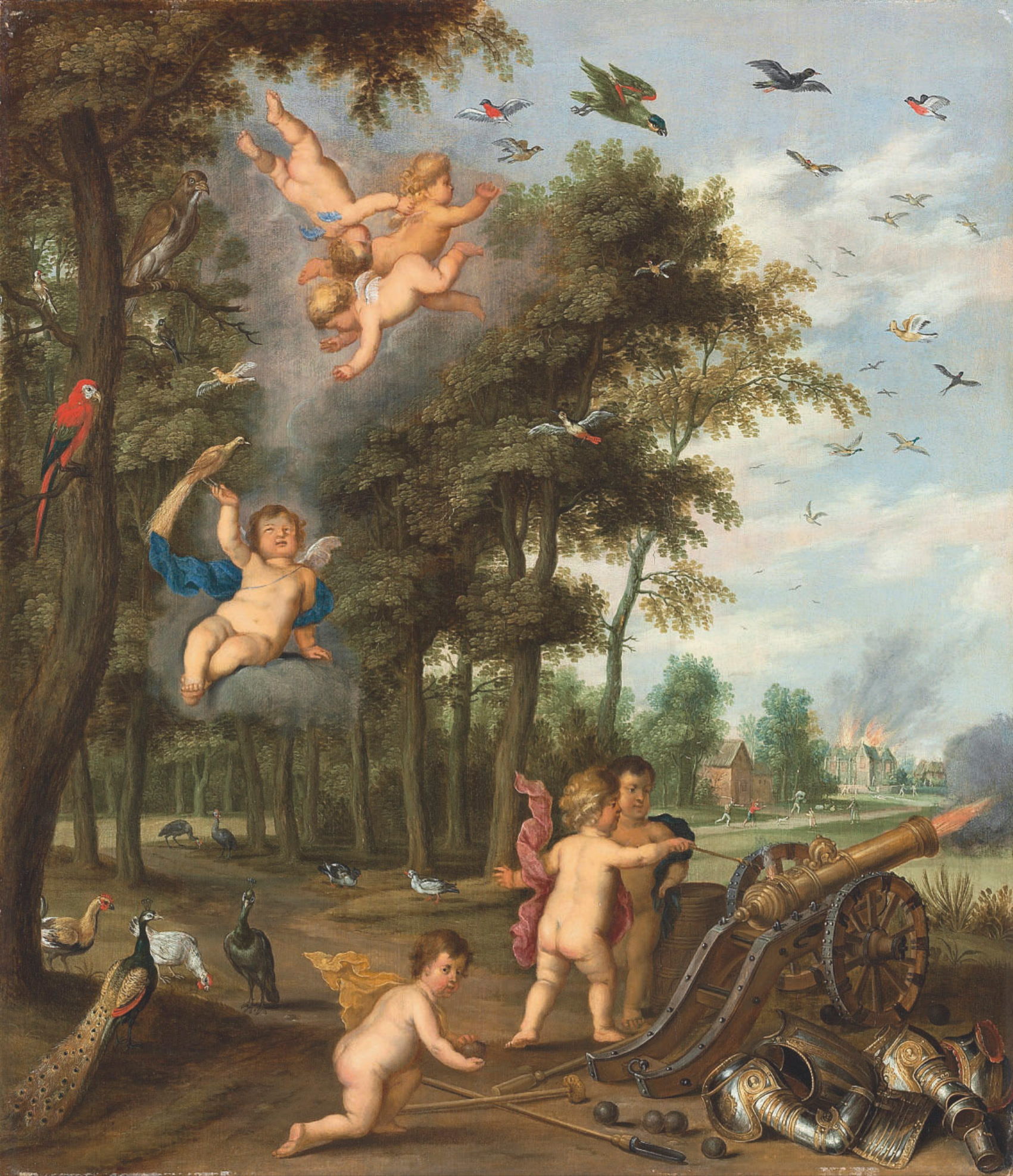
Die vier Elemente: Eine Allegorie von Luft und Feuer
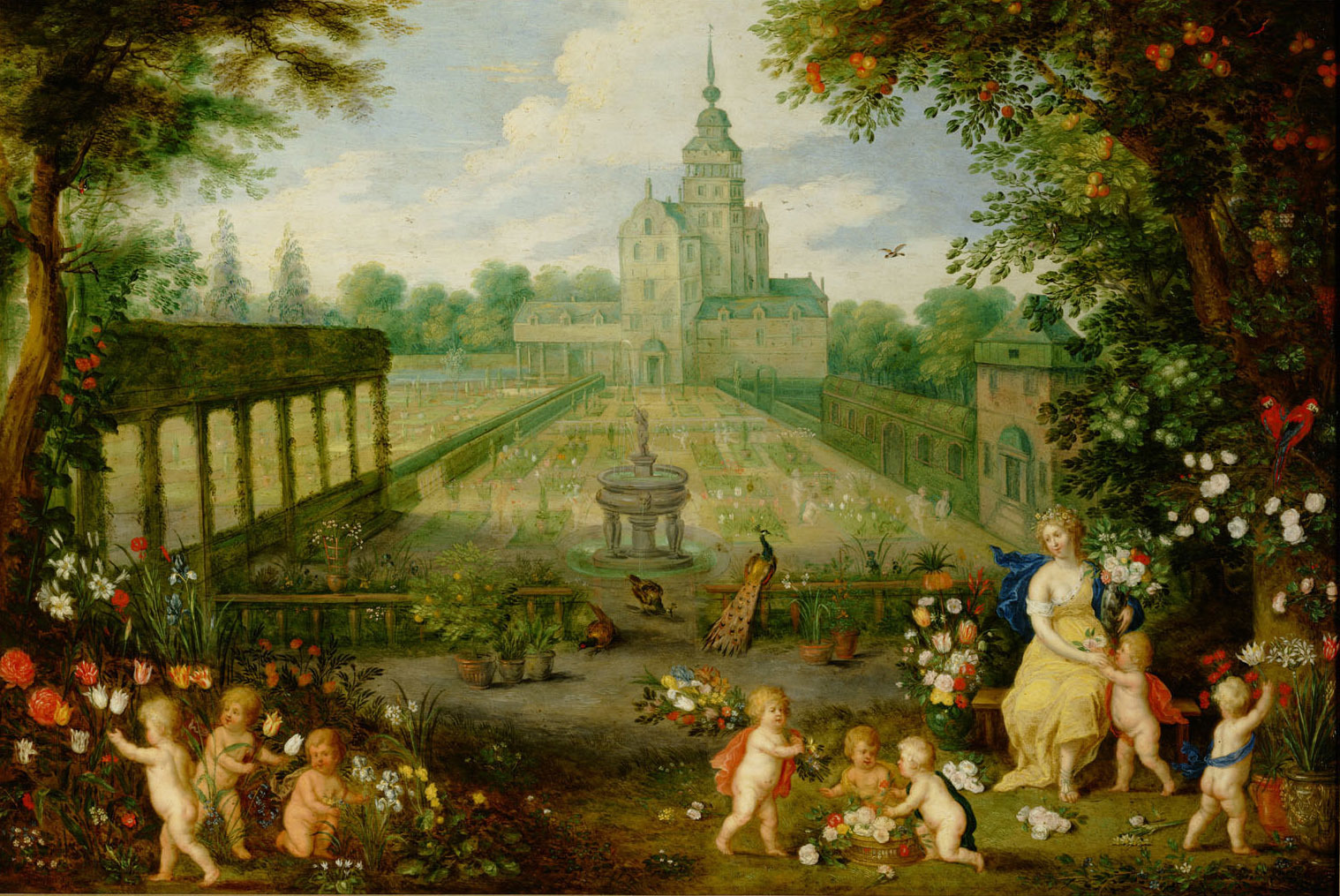
Flora im Garten

Seine Werke sind unter anderem im Kunsthistorisches Museum in Wien ausgestellt.